# Irlanda en el Festival de la Canción de Eurovisión 2023
Irlanda participó en el LXVII Festival de la Canción de Eurovisión, que se celebró en Liverpool, Reino Unido del 9 al 13 de mayo de 2023, tras la imposibilidad de Ucrania de acoger el concurso por la victoria de Kalush Orchestra con la canción «Stefania». La Raidió Teilifís Éireann (RTÉ) (Radio Televisión de Irlanda en español), radiodifusora encargada de la participación irlandesa en el festival, decidió mantener el sistema de selección utilizado el año anterior, organizando nuevamente Eurosong 2023 dentro del programa The Late Late Show para elegir a su representante en el concurso eurovisivo.

## Historia de Irlanda en el Festival
Irlanda es uno de los países "clásicos" del festival, debutando en el concurso en 1965. Desde entonces el país ha concursado en 53 ocasiones, siendo uno de los países que más ha participado dentro del festival. Irlanda es considerado uno de los países más exitosos del festival al colocarse dentro de los mejores 10 en 31 participaciones y logrando vencer en siete ocasiones el festival: la primera, en 1970, con la cantante Dana y la canción «All Kinds Of Everything». La segunda vez sucedió en 1980, gracias a la canción «What's Another Year?» de Johnny Logan. En 1987, Johnny Logan se convertiría en la primera y hasta ahora, única persona en ganar dos veces el concurso como intérprete con la canción «Hold Me Now». La cuarta ocasión sucedió en 1992 con Linda Martin interpretando «Why Me?» (compuesta además por Johnny Logan). Posteriormente, Irlanda ganó el concurso en 1993 con «In Your Eyes» de Niamh Kavanagh. La sexta victoria ocurrió en 1994 con Paul Harrington & Charlie McGettigan con la canción «Rock 'n' Roll Kids» y la última victoria irlandesa sucedió en 1996 con la canción «The Voice» interpretada por Eimear Quinn.
En 2022, la ganadora del Eurosong Brooke, no clasificó a la final terminando en 15.ª posición con 47 puntos en la segunda semifinal con el tema «That's Rich».

## Representante para Eurovisión

### Eurosong 2023
Irlanda confirmó su participación en el Festival de Eurovisión 2023 en septiembre de 2022. Unas semanas después, el 30 de septiembre de 2022 fue anunciada la organización nuevamente del «Eurosong» dentro del programa «The Late Late Show» como método de selección para el participante irlandés en Eurovisión. La RTÉ ese mismo día abrió un periodo de recepción de las canciones hasta el 28 de octubre, habiéndose recibido 330 canciones.Estas candidaturas fueron acortadas a 60 canciones, las cuales fueron clasificadas por cada uno de los miembros del jurado seleccionador, creando cada uno su ranking con sus diez canciones favoritas. Las seis canciones mejor rankeadas en conjunto fueron las seleccionadas para concursar en la preselección.
Las candidaturas fueron publicadas en el sitio web oficial de la RTÉ el 9 de enero de 2023, siendo previamente revelados fragmentos de las mismas en el programa de radio The Ryan Tubridy Show.

#### Candidaturas
| Artista(s)        | Canción (Traducción)                                     | Idioma           | Compositor(es)                                                           |
| ----------------- | -------------------------------------------------------- | ---------------- | ------------------------------------------------------------------------ |
| ADGY              | «Too Good For Your Love» («Muy bueno para tu amor»)      | Inglés, Irlandés | Andrew Carr, Peter Solymosi                                              |
| Connolly          | «Midnight Summer Night» («Noche de verano a medianoche») | Inglés           | Jennifer Connolly                                                        |
| K Muni & ND       | «Down In The Rain» («Bajo la lluvia»)                    | Inglés           | Kofi Appiah, Nevlonne Dampare                                            |
| Leila Jane        | «Wild» («Lo salvaje»)                                    | Inglés           | Leila Jane Keeney, Liis Hainla, Arto Ruotsala, Aaron Sibley              |
| Public Image Ltd. | «Hawaii» («Hawái»)                                       | Inglés           | John Lydon, Lu Edmonds, Scott Firth, Bruce Smith                         |
| Wild Youth        | «We Are One» («Somos uno»)                               | Inglés           | David Whelan, Ed Porter, Conor O'Donohoe, Callum McAdam, Jörgen Elofsson |

#### Final
La final tuvo lugar en el Estudio 4 de la RTÉ en Dublín el 3 de febrero de 2023, dentro de un especial del programa «The Late Late Show» siendo presentado por Ryan Tubridy junto a Marty Whelan. Tras las votaciones, los ganadores fueron el grupo originario de Dublín Wild Youth con la canción pop «We Are One» compuesto por los mismos miembros del grupo y el compositor sueco Jörgen Elofsson.
| N.º | Artista(s)        | Canción                  | Jurado        | Jurado   | Televoto | Lugar | Puntos |
| N.º | Artista(s)        | Canción                  | Internacional | Nacional | Televoto | Lugar | Puntos |
| --- | ----------------- | ------------------------ | ------------- | -------- | -------- | ----- | ------ |
| 01  | Leila Jane        | «Wild»                   | 2             | 2        | 2        | 6.ª   | 6      |
| 02  | ADGY              | «Too Good For Your Love» | 8             | 4        | 4        | 5.ª   | 16     |
| 03  | Public Image Ltd. | «Hawaii»                 | 6             | 6        | 6        | 4.ª   | 18     |
| 04  | Connolly          | «Midnight Summer Night»  | 12            | 10       | 10       | 2.ª   | 32     |
| 05  | Wild Youth        | «We Are One»             | 10            | 12       | 12       | 1.ª   | 34     |
| 06  | K Muni & ND       | «Down In The Rain»       | 4             | 8        | 8        | 3.ª   | 20     |

## En Eurovisión
De acuerdo a las reglas del festival, todos los concursantes deben iniciar desde las semifinales, a excepción del anfitrión (en este caso, Reino Unido), el ganador del año anterior, Ucrania y el Big Five compuesto por Alemania, España, Francia, Italia y el propio Reino Unido. En el sorteo realizado el 31 de enero de 2023, Irlanda fue sorteada en la primera semifinal del festival. En este mismo sorteo, se determinó que participaría en la primera mitad de la semifinal (posiciones 1-7). Semanas después, ya conocidos los artistas y sus respectivas canciones participantes, la producción del programa dio a conocer el orden de actuación, determinando que el país participaría en la sexta posición, después de Portugal y precediendo a Croacia.
Los comentarios para Irlanda por 23ª ocasión correrán por parte de Marty Whelan en la transmisión por televisión.

### Semifinal 1
Wild Youth tomará parte de los ensayos los días 30 de abril y 3 de mayo así como de los ensayos generales con vestuario de la primera semifinal los días 8 y 9 de mayo. Irlanda se presentará en la posición 6, después de Portugal y antes de Croacia.